# 普拉滕巴赫河 (大蓋薩赫河支流)
47°44′05″N 11°38′55″E / 47.73477°N 11.64854°E

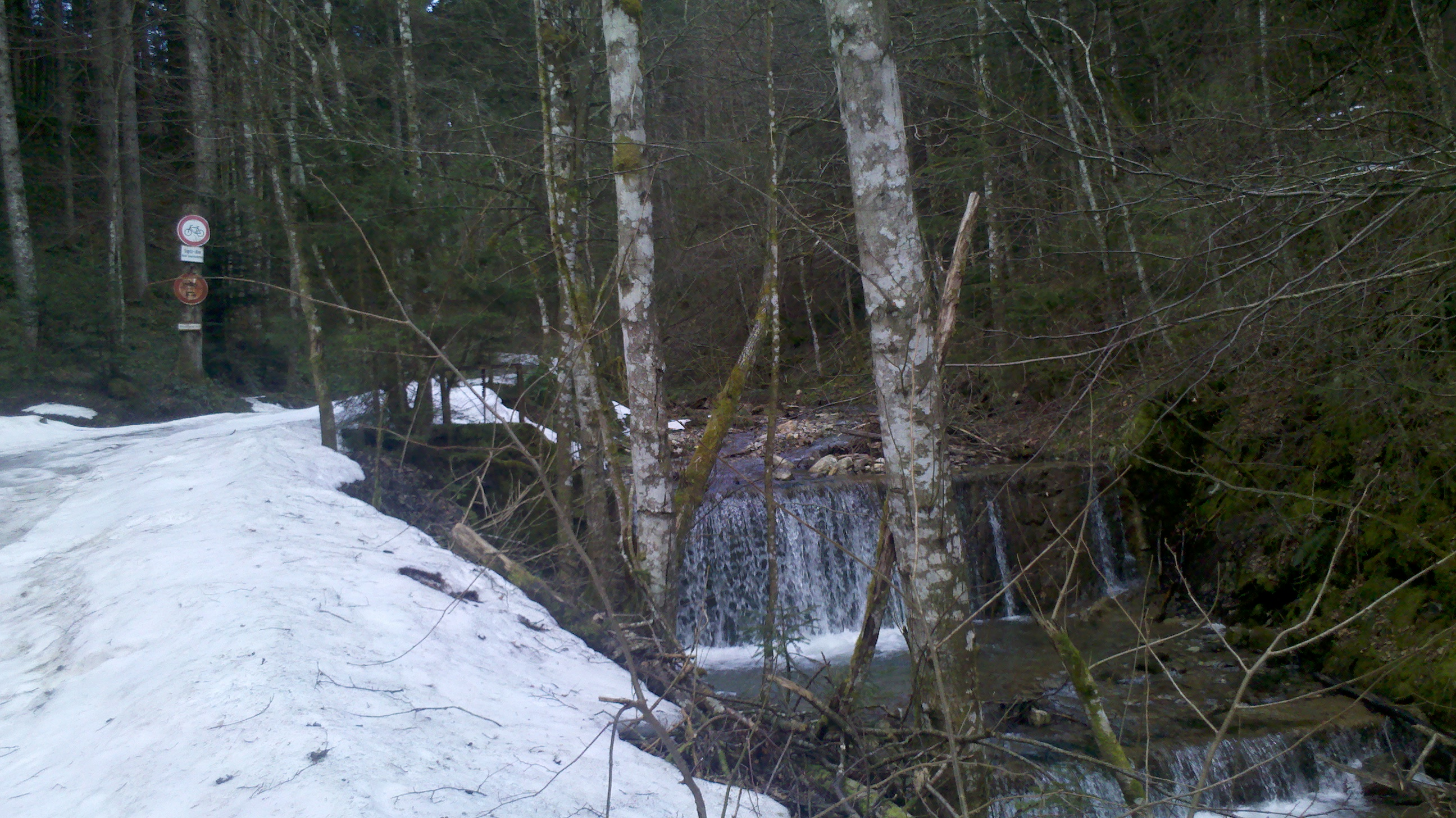

普拉滕巴赫河是德國的河流，位於該國東南部，由巴伐利亞負責管轄，屬於大蓋薩赫河的左支流，河道全長1.2公里，流經米斯巴赫縣。